# Ospreys de North Florida
Les Ospreys de North Florida  (Balbuzards du Nord de la Floride), ou  en anglais, sont le club sportif omnisports de l'université du Nord de la Floride, en Floride.